# Le Dernier Repas (film, 2006)
Ne doit pas être confondu avec Le Dernier Repas (film, 2024).
Pour plus de détails, voir Fiche technique et Distribution.
Le Dernier Repas (마지막 밥상 , Majimak babsang) est un film sud-coréen réalisé par Roh Gyeong-tae, sorti en 2006.

## Fiche technique
- Titre original : 마지막 밥상 , Majimak babsang
- Titre français : Le Dernier Repas
- Réalisation : Roh Gyeong-tae
- Scénario : Roh Gyeong-tae
- Pays d'origine : Corée du Sud
- Format : Couleurs - 35 mm - 1,85:1
- Genre : drame
- Durée : 92 minutes
- Date de sortie :
  -  Suisse : 10 août 2006 (Festival international du film de Locarno 2006)
  -  France : 19 mars 2008

## Distribution
- Baek Hyun-joo : la mère
- Hong Suk-yeun : le père
- Kim Do-yun : la fille
- Oh Heung-ki : le fils